# دنیل گیل
دنیل گیل (انگلیسی: Daniel Geale؛ زادهٔ ۲۶ فوریهٔ ۱۹۸۱) بوکسور اهل استرالیا است.